# Екологічний вакуум
Екологічний (конкурентний) вакуум — явище, при якому за певних умов (як правило, при невеликій, розрідженій  щільності популяцій, що мають близькі екологічні потреби) конкуренція відсутня або зведена до мінімуму.
В екологічному вакуумі, або в сильно розрідженому середовищі, найкращою репродуктивною стратегією є максимальне вкладення речовини і енергії в розмноження з метою продукування в найкоротші терміни якомога більшого числа нащадків. Оскільки при цьому конкуренція невелика, нащадки можуть вижити, навіть якщо вони мають дуже малі розміри та з енергетичної точки зору «недорогі». Однак у насиченому середовищі проживання, де помітно проявляються ефекти щільності, а конкуренція гостра, оптимальною стратегією буде витрачання великої кількості енергії на подолання конкуренції, на підвищення власної виживаності і на продукування більш конкурентоспроможних нащадків. При подібній стратегії краще мати великих нащадків, а оскільки енергетично вони дорожчі, їх може бути менше. Р. Мак-Артур і Е. Вілсон (1967) назвали ці два типи «r-відбором» і «К-відбором» згідно з двома параметрами логістичного рівняння Ферхульста-Пірла.

## Ресурси Інтернета
- Дедю И. И. Экологический энциклопедический словарь. — Кишинев, 1989 [Архівовано 24 жовтня 2016 у Wayback Machine.]
- Словарь ботанических терминов / Под общ. ред. И. А. Дудки. — Киев, Наук. Думка, 1984 [Архівовано 31 жовтня 2016 у Wayback Machine.]
- Англо-русский биологический словарь (online версия) [Архівовано 6 листопада 2016 у Wayback Machine.]
- Англо-русский научный словарь (online версия) [Архівовано 21 жовтня 2016 у Wayback Machine.]